# Colldejou
Colldejou là một đô thị trong comarca Baix Camp, tỉnh Tarragona, cộng đồng tự trị Catalonia, Tây Ban Nha. Dân số năm 2006 là 190 người.

## Dân số
| 1900 | 1930 | 1960 | 1990 | 2007 |
| ---- | ---- | ---- | ---- | ---- |
| 430  | 315  | 232  | 188  | 187  |

| Biến động dân số từ năm 1717 đến năm 2007                  |
| ---------------------------------------------------------- |
|                                                            |
| 1717-1981: población de hecho; 1990-: población de derecho |
| Fuente: Municat                                            |
| Gráfica elaborada por: Wikipedia                           |

## Bibliografía
- Tomàs Bonell, Jordi; Descobrir Catalunya, poble a poble, Prensa Catalana, Barcelona, 1994
- Artículo en la Gran Enciclopèdia Catalana (en catalán)[liên kết hỏng]